# Rovshan Rzayev
Rovshan Shukur oglu Rzayev (en azerí: Rövşən Şükür oğlu Rzayev; Bakú, 20 de enero de 1962) es Presidente del Comité Estatal para los Refugiados y los Desplazados Internos de la República de Azerbaiyán.

## Biografía
Rovshan Rzayev nació el 20 de enero de 1962 en Bakú. En 1986 se graduó de la Facultad de Historia de la Universidad Estatal de Bakú. También estudió en la Facultad de Derecho en esta universidad y  se graduó en 1993.
Desde 1982 ocupó diferentes puestos en el Ministerio de Justicia de Azerbaiyán. En 2004 fue elegido diputado de la Asamblea Nacional de la República de Azerbaiyán. Durante su servicio en la Asamblea Nacional de Azerbaiyán, como miembro de la delegación de Azerbaiyán en la Asamblea Parlamentaria Euronest, contribuyó al desarrollo de las normas procesales de este organismo. Trabajó como miembro de la Asamblea Parlamentaria del Consejo de Europa en los Comités de Migración, Refugiados y Población y de Asuntos Sociales.
El 21 de abril de 2018, de acuerdo con el Presidente de Azerbaiyán, Rovshan Rzayev fue nombrado Presidente del Comité Estatal para los Refugiados y los Desplazados Internos de la República de Azerbaiyán.